# Kim Dotcom
Pour les articles homonymes, voir dotcom.
Kim Schmitz (né le 21 janvier 1974, Kiel, en Allemagne), alias Kim Dotcom, Kimble ou Kim Tim Jim Vestor, est un informaticien et homme d'affaires germano-finlandais. Il est connu pour avoir été le PDG et propriétaire de Megaupload, site d'hébergement de fichiers en un clic. Le 19 janvier 2013, il ouvre le site Mega, successeur du site Megaupload.

## Biographie

### Jeunesse
Kim Schmitz est né d'un père allemand et d'une mère finlandaise. Il grandit dans la ville portuaire de Kiel, dans le nord de l'Allemagne. Il est scolarisé dans un établissement d'enseignement professionnel, la Heinrich-Harms-Hauptschule, située à Plön, mais en sort sans diplôme. Peu intéressé par les études, il découvre l'informatique durant son enfance et convainc sa mère de lui acheter son premier ordinateur, un Commodore 16. Il dispose d'un modem 2 400 bauds pour accéder aux réseaux utilisant le protocole X.25 et pénètre les autocommutateurs (PBX) d'entreprises américaines. Schmitz vend à ses amis des jeux vidéo qu'il pirate. L'adolescent se fait connaître dans le milieu hacking sous le pseudonyme « Kimble ». Il s'installe à Berlin dans les années 1990 et intègre le Chaos Computer Club (CCC). À cette époque il est présenté comme « l'un des hackers les plus célèbres de son pays » (one of the most celebrated hackers in his country) dans un article du magazine Forbes. Il est qualifié de « superhacker » par l'hebdomadaire britannique The Sunday Telegraph. Pourtant sa réputation laisse perplexe les hackers qui le considèrent plutôt comme un « script kiddie ». Dirk Engling, du CCC, d'où Schmitz a été exclu, affirme qu'il n'avait « aucune compétence technique personnelle et utilisait les inventions des autres afin de se vanter des attaques qu'il menait à bien » (« Not having some real skills of his own, he was always using other people's inventions to attack systems and then claim he did it. »).

### Carrière

#### Premières startups et démêlés judiciaires (1994 à 2001)
Profitant de son aura médiatique de « hacker », Schmitz fonde en 1994 la société de sécurité informatique Data Protect.
En 1998, Kim Schmitz est condamné pour une escroquerie reposant sur la vente de numéros de cartes téléphoniques volées,.
En 2000, il revend 80 % des parts à l'organisme de certification Technischer Überwachungs-Verein (TÜV) Rheinland. Découvrant l'état réel de la société et accusant Schmitz d'être responsable des problèmes financiers rencontrés par Data Protect, TÜV souhaite la mettre en faillite et l'intégrer dans sa division de service de sécurité informatique,. Il est également le fondateur de Monkey AG, une entreprise développant un moyen de paiement pour téléphone mobile. La société allemande de capital-investissement BMP prend une participation de 35 % dans Monkey AG, qui partage avec Data Protect son siège social et la plupart de ses employés. Schmitz fonde également MegaCar, société qui commercialise un système de connectivité Internet haut débit pour véhicules puis, au début des années 2000, la holding Kimvestor AG fédérant les différentes sociétés qu'il a créées. Elle est évaluée à 200 millions $.
En 2001, Schmitz acquiert deux millions d'actions du site d'achat groupé Letsbuyit pour 375 000 €. Il déclare à la presse qu'il compte investir dans cette société, qui rencontre des difficultés financières, et affirme qu'elle atteindra le seuil de rentabilité, ce qui rassure les investisseurs et déclenche la hausse du cours de l'action de 220 %. Schmitz revend alors ses parts pour 1,5 million d'euros. Recherché par la justice allemande, il quitte le pays pour s'installer en Thaïlande, mais est extradé et comparaît devant un tribunal de Munich,. Il est détenu durant cinq mois en attente de jugement puis est condamné l'année suivante à 20 mois de prison avec sursis et 100 000 € d'amende pour délit d'initié et manipulation des cours,. Au moment des faits, il s'agit de la plus grosse affaire de délit d'initié jamais traitée par la justice allemande.
En 2001, sa société Monkey AG accorde à sa holding Kimvestor AG un prêt non garanti d'un montant de 280 000 €. Accusé de détournement de fonds, il plaide coupable et est condamné en 2003 à une nouvelle peine de prison avec sursis,.
En 2001, il participe au rallye Gumball 3000 avec la voiture de Megacar et arrive premier. Le rallye est couvert par l'émission Jackass de MTV. Par la suite, il participe au World Tour Cars de Tokyo et en repart avec une médaille de bronze.

#### YIHAT (2001)
Après les attentats du 11 septembre 2001, Kim Schmitz fonde YIHAT : Young Intelligent Hackers Against Terror (littéralement Les jeunes hackers intelligents contre le terrorisme). Le groupe, qui rassemble une trentaine de personnes, affirme que l'un de ses buts est de récupérer des informations sur les actifs financiers des proches d'Oussama ben Laden et de les transmettre au FBI. Comme l'ont fait plusieurs organisations gouvernementales, Schmitz offre une récompense de 10 millions de dollars pour tout renseignement permettant l'arrestation de Ben Laden,. Kill.net, le site de YIHAT, et le site personnel de Schmitz, Kimble.org, sont défacés par Fluffy Bunny.

#### Megaupload (2005 à 2012)
En 2005, Schmitz fonde Megaupload Limited. La société est implantée à Hong Kong, où elle bénéficie d'une fiscalité favorable,.
En 2010, Kim Schmitz émigre en Nouvelle-Zélande, où il aurait officiellement et légalement changé son nom en Kim Dotcom (littéralement Kim « .com (point com) »).
En 2011, à l'occasion du jour de l'an, Kim Dotcom offre à la ville d'Auckland (capitale économique de la Nouvelle-Zélande) un important feu d'artifice (500 000 $ selon Kim). Il suivra ce feu d'artifice avec sa femme, à bord d'un hélicoptère, à 200 mètres des explosions.
En décembre 2011 sort un spot publicitaire Megaupload Mega Song surnommé « MegaSong » avec Kanye West, Will.i.am, Jamie Foxx, Puff Daddy, Alicia Keys, The Game et Chris Brown. La vidéo sera censurée sur YouTube par Universal Music Group pour contrefaçon de copyright. Kim affirme avoir tous les droits et porte plainte contre Universal Music Group. Dans une lettre à TorrentFreak, Kim Dotcom explique qu'il s'agit sans doute d'un malentendu, car dans un premier temps il a voulu utiliser la voix de Gin Wigmore. Cette dernière ayant un contrat exclusif avec Universal Music Group, il l'a remplacée par Macy Gray. Kim indique que le commentaire de la Megaupload Mega Song précise bien le nom des interprètes : Printz Board (en), Kim Dotcom et Macy Gray. La censure aura donc fait bien plus parler de la vidéo que la publication de la vidéo en elle-même.
Les coûts de production sont estimés à 3 000 000 $, selon le magazine Wired. Contrairement à ce qu'affirmaient ses dirigeants dans cette chanson, Megaupload ne représentait que 66 millions d'utilisateurs, et non 180 millions comme annoncés.
Le 19 janvier 2012, le site Megaupload est fermé par le FBI. Kim Dotcom, ainsi que six autres personnes, est inculpé pour association de malfaiteurs en vue d'activité économique illégale, de contrefaçon de copyright et de blanchiment d'argent. Les deux sociétés MegaUpload et Vestor Limited sont elles aussi visées par la justice. Les accusés encourent jusqu'à 60 ans de prison pour l'ensemble des chefs d'inculpation.
À la date de son arrestation, il est père de trois enfants, et son épouse, Mona, originaire des Philippines, est enceinte de jumeaux.
Un mois plus tard, le 22 février 2012, Kim Dotcom est libéré sous caution. Le juge lui a imposé plusieurs conditions : aucun hélicoptère ne peut atterrir sur le terrain de son manoir, il doit rester dans un périmètre de 80 kilomètres autour de sa maison et prévenir les autorités au moins 24 heures avant tout déplacement en dehors de sa propriété, sauf urgence médicale et, finalement, il n'a pas accès à internet.
Le 21 avril 2012, Kim Dotcom publie sur sa chaîne YouTube une vidéo le montrant avec un ancien dirigeant de Megaupload Finn Batato ainsi que Kimi Räikkönen, dont il est fan. À bord de trois Mercedes AMG CLK DTM, les trois hommes s'illustrent sur la Nordschleife du Nürburgring, célèbre boucle en Allemagne réputée pour sa longueur et ayant accueilli la Formule 1 jusqu'en 1976.

## Arrestation
Le matin du vendredi 20 janvier 2012, Kim Dotcom et trois autres dirigeants de Megaupload (Finn Batato, Mathias Ortmann, Bram van der Kolk), sont arrêtés à Auckland. La police déploie d'importants moyens (l'unité antiterroriste néo-zélandaise Special Tactics Group (en) , deux hélicoptères et quatre autobus comprenant 76 policiers) pour interpeller et perquisitionner le domicile de Kim Dotcom. 18 sites web du groupe sont saisis et fermés. Le lundi 23 janvier, deux employés (Sven Echternach et Andrus Nomm) sont arrêtés en Europe,. Un autre employé, Július Benčko (en), n'a pas pu être retrouvé.
L'acte d'accusation fait référence à plusieurs courriels semblant montrer que les dirigeants avaient connaissance du caractère illégal de la diffusion des fichiers stockés sur leurs serveurs, et suggère que le groupe n'était pas suffisamment diligent à retirer les œuvres protégées par le droit d'auteur.
En réaction à la fermeture de MegaUpload (72e site le plus visité d'Internet), le groupe Anonymous s'est attaqué par DDOS à Justice.gov, fbi.gov, RIAA.org, MPAA.org, UniversalMusic.com et Hadopi.fr, entre autres.
Le 25 janvier 2012, un juge refuse de libérer sous caution Kim Dotcom. Le juge estime que Kim Dotcom présente de forts risques de vouloir se soustraire à la justice : trois passeports et trente cartes de crédit sous plusieurs de ses noms ont été retrouvés à son domicile, et il a déjà tenté de fuir la justice allemande par le passé.
Le 22 février 2012, il est libéré sous caution. Cependant, il doit rester à sa résidence de Coatesville. Il est privé de réseau internet, et il ne peut pas se déplacer en hélicoptère. Cette fois le juge estime que l'ensemble des comptes à l'étranger de Kim ont largement eu le temps d'être saisis, et qu'il appartient à l'accusation de prouver qu'il en existe d'autres et non à la défense de démontrer le contraire. Le 2 mars 2012, les États-Unis déposent leur dossier d'extradition, à la date limite où ils pouvaient le faire. Le procès de l'extradition commença le 20 août 2012 et aura duré trois semaines.

## Après l'arrestation (2012 et après)
Le 2 avril 2012, Kim Dotcom a eu droit à un assouplissement de sa liberté conditionnelle. Il peut se connecter à Internet une heure par semaine et il prépare un album avec des artistes internationaux comme Alicia Keys, Puff Daddy, Will.i.am, Snoop Dogg, Estelle, Chris Brown, Kanye West, Lil' Jon ou encore Mary J. Blige.
Le « procès de la piraterie » pourrait bien ne jamais avoir lieu. Un juge néo-zélandais a annoncé samedi 21 avril 2012 au FBI que la justice de Nouvelle-Zélande risque de devoir bientôt restituer ses biens à Kim Dotcom à la suite d'une série d'irrégularités commises lors de son arrestation.
Il publie une vidéo en mai 2012 visant le ministre des Petites entreprises, chef du parti ACT et ancien maire d'Auckland, John Banks, ayant reçu de larges donations de sa société.
Le 28 juin 2012, une juge de la Haute cour de Nouvelle-Zélande estime que la perquisition policière au sein de son manoir était illégale.
Le 24 septembre 2012, le Premier ministre néo-zélandais John Key a reconnu que la police de son pays avait placé Kim Dotcom sur écoute illégale.
Le 1er novembre 2012, Kim Schmitz annonce le lancement, prévu pour 20 janvier 2013, soit un an après son arrestation, d'un nouveau service de téléchargement baptisé « Mega ». Doté d'une interface de programmation (API) ouverte aux développeurs, il doit permettre le chiffrement des fichiers transférés par les utilisateurs avant leur stockage, ce qui permet à son créateur de se déresponsabiliser du contenu téléchargé sur le service. Par ailleurs, il demande l'aide de potentiels investisseurs et hébergeurs afin de maintenir la gratuité du site.
Le 14 janvier 2014, il annonce sur son compte twitter qu'il va créer son propre parti politique, appelé « Internet Party ».
Le 20 janvier 2014, deux ans jour pour jour après son arrestation, il lance une version « soft » de son futur service web « Baboom ». Il en profite pour dévoiler son premier album de musique électronique « Good Times » [réf. nécessaire].
Le 13 mai 2014, sa femme, Mona, qui était officiellement l'actionnaire majoritaire de Mega, est évincée de son poste de direction après avoir vendu une partie de ses parts à un Hongkongais [réf. nécessaire].
Le 17 mai 2014, Kim Dotcom annonce officiellement sa séparation avec Mona Dotcom.
Le 25 novembre 2014, via un appel conférence Skype pendant unBound Digital 2014, Kim Dotcom annonce qu'il est complètement ruiné à cause du coût des poursuites judiciaires,.
En janvier 2015, le fondateur de MegaUpload a créé son propre réseau social chiffré, devenant par la même occasion un concurrent de Skype. Baptisé MegaChat, le service payant propose une messagerie instantanée, la visiophonie et un système de stockage de données chiffrées et auquel même les modérateurs du site n'ont pas accès.
Le gouvernement américain annonce avoir récupéré 65 millions de dollars de la fortune détournée de Kim Dotcom.
Le 31 août 2016, son procès est visionnable librement et en direct sur YouTube.
Il se marie en janvier 2018 avec Elizabeth Donnelly.
En juillet 2018, la justice néo-zélandaise confirme l'autorisation d'extrader Kim Dotcom aux États-Unis.
Le 15 août 2024, La Nouvelle-Zélande signe l'ordre d'extradition de Kim Dotcom, vers les États-Unis pour répondre d'accusations de fraude informatique, de cyberespionnage et de détournement de fonds.